# Палчев
Палчев (пол. Pałczew) — село в Польщі, у гміні Бруйці Лодзький-Східного повіту Лодзинського воєводства.
Населення — 254 особи (2011).

## Демографія
Демографічна структура станом на 31 березня 2011 року:
|          | Загалом | Допрацездатний вік | Працездатний вік | Постпрацездатний вік |
| -------- | ------- | ------------------ | ---------------- | -------------------- |
| Чоловіки | 119     | 27                 | 83               | 9                    |
| Жінки    | 135     | 26                 | 77               | 32                   |
| Разом    | 254     | 53                 | 160              | 41                   |